# PHP Magazin
Das PHP Magazin ist eine Computerzeitschrift mit Schwerpunkt PHP. Die Ausgaben erschienen in einem zweimonatlichen Rhythmus mit einer Druckauflage von 6000 Exemplaren (Stand: 2. Quartal 2015). Herausgeber ist die Software-&-Support-Media-Gruppe.
Ursprünglich wurde das Themenspektrum von einem anderen Magazin des publizierenden Verlages abgedeckt. Ab dem Jahr 2001 wurde ein eigenes Magazin veröffentlicht. Das PHP Magazin setzt dabei schwerpunktmäßig auf PHP und andere Web-bezogene Themen, wie zum Beispiel Webgestaltung oder den Einsatz von Technologien wie Ajax. Das Thema wird jeweils aus Entwickler- und weniger aus Designer-Sicht dargestellt, wodurch sich das PHP Magazin von anderen Publikationen zum Thema Internet unterscheidet.
Aufgrund der guten Absatzentwicklung beschloss der Verlag ebenfalls im Jahr 2001, das Thema mit einer eigenen Konferenz weiter auszubauen. Hieraus ging im Folgenden die International PHP Conference hervor.
Begleitet wird das Konzept des PHP Magazins durch einen umfangreichen Online-Auftritt, der die einzelnen Facetten der Print-Ausgabe, wie zum Beispiel aktuelle News, Buch-Rezensionen oder auch begleitende Fachartikel herausstellen soll. Das angegliederte Web-Forum dient zum einen als Schnittstelle der einzelnen Publikationen des Verlages, wie auch als Recherche-Quelle, über die Entwickler auf Code-Beispiele und dezidierte Informationen zu einzelnen Fachgebieten zurückgreifen oder sich austauschen können.
PHP Magazin hat sein Erscheinen in gedruckter Form seit 2020 eingestellt. Es kann nur als Teil des Entwickler-Magazines bezogen werden.